# Стефан Генов
Стефан Асенов Генов е български футболен треньор.

## Биография
Роден е на 23 юни 1954 година в град Пловдив. Има 24 години треньорски стаж в ПФК Локомотив (Пловдив), три сезона в ПФК Несебър (Несебър), два в Левски (Карлово) и 5 години е работил в Сирия с отборите на Ал Етихад, Ал Талия, Ал Харие и Ал Джихад.
В продължение на 3 месеца е в щаба и на националния отбор на Сирия
С отбора на Ал Талия участва в купата на Азия .
На 12 октомври 2012 година Генов е назначен за старши треньор на Локомотив (Пловдив).
На 5 август 2013 година Генов е назначен за старши треньор на Локомотив (София).
От 12 август 2014 г. до 30 юни 2015 г. е помощник-треньор на Лудогорец .
От 9 януари 2017 г. е помощник-треньор на Стамен Белчев в ЦСКА София. На 1 май 2018 г. напуска заедно със Стамен Белчев.
На 18 март 2019 г. е обявен за старши треньор на ФК Монтана.
От 2021 до 2022 г. е старши треньор на ФК Крумовград като връща отбора в професионалния футбол. От юни 2022 до септември 2022 е директор в клуба.

## Успехи

### Като треньор
Лудогорец
- Шампион на България (1): 2014-15